# Талицкий район (Липецкая область)
Талицкий район — административно-территориальная единица в составе Воронежской и Липецкой областей РСФСР, существовавшая в 1938—1956 годах. Административный центр — Талицкий Чамлык.
Район был образован в составе Воронежской области 21 ноября 1938 года путём выделения из Добринского района.
6 января 1954 года Талицкий район был передан в Липецкую область.
4 июля 1956 года Талицкий район был упразднён, а его территория передана в Добринский район.